# Plantion
Plantion is een Nederlandse coöperatieve bloemen- en plantenveiling in Ede.

## Ontstaan
Plantion is in 2008 ontstaan door een fusie tussen Veiling Vleuten (BVV) en Bloemenveiling Oost Nederland (VON). Tot en met maart 2010 werkte Plantion vanuit de twee locaties van beide fusiepartners in Utrecht en Bemmel. Sinds 2010 is de veiling gevestigd langs de A30 in Ede.

## Veiling Vleuten
De Coöperatieve Veiling Vereniging Utrecht en Omstreken werd opgericht in 1917 en werkte vanaf vijf locaties in en rond Utrecht als bloemen- en plantenveiling. In 1970 werd een centraal veilinghuis in Vleuten-De Meern in gebruik genomen en in 1980 kwam hier een groothandelscentrum bij. In 1993 werd de Veiling Vleuten BV opgericht. Dit gebeurde omdat het veilinghuis op het gebied van de Vinex-locatie Leidsche Rijn (inmiddels gemeente Utrecht) kwam te liggen en op termijn moest verdwijnen. Ook was door schaalvergroting in de sector het aantal deelnemers aan de veiling sterk teruggelopen en werd het financieel moeilijker. De besloten vennootschap werd gesteund door de Bloemenveiling Aalsmeer en ook het groothandelscentrum (NOVA) werd aandeelhouder. In 1998 werd Groencentrum Horta voor boomkwekerijproducten opgericht. Door de realisatie van Leidsche Rijn ging steeds meer activiteiten naar Aalsmeer en in 2007 stemde Bloemveiling Vleuten in met een fusie.

## Bloemenveiling Oost Nederland
In 1970 ontstond door fusies tussen veilingen in Nijmegen, Ressen en Elst VV '70 Nijmegen. Deze fuseerde in 1972 weer met de veiling in Huissen tot VV '70 Bemmel met als veilinglocatie Ressen. In september 1974 verhuisde de veiling naar een nieuw gebouwd veilinghuis in Bemmel. In 1987 fuseerde men met de veiling uit Zevenaar tot Veiling Oost Nederland. Er werden zowel sierteelt- als groenten- en fruitproducten verhandeld. In 1996 fuseerde de groente- en fruitafdeling met The Greenery International. Onder de naam Bloemenveiling Oost Nederland ging de sierteeltafdeling alleen verder. In 1995 werd er uitgebreid met een snijbloemenafdeling en kwam er een groothandelscentrum bij.